# Next Stop Hollywood
A Next Stop Hollywood egy ausztrál dokumentumfilm-sorozat, melyet 2013-ban mutattak be az ABC1 csatornán.
A hatrészes sorozat hat ambiciózus ausztrál színész útját követi nyomon, akik próbálnak Hollywoodban érvényesülni. A szereplők az Egyesült Államok televíziós pilotszezonjának kaotikus világában versengenek szerepekért. A sorozat bemutatja a szereplők izgalmát, frusztrációját, küzdelmét, félelmeiket és könnyeiket, ahogy a világ legjobbjaival versenyeznek és próbálnak eligazodni a szórakoztatóipar világában Los Angelesben, miközben követik a hírnév felé vezető álmaikat a hollywoodi álomgyárban. A Matchbox Pictures által gyártott sorozatot Gary Doust rendezte.

## Szereplők
- Alycia Debnam-Carey, 18
- HaiHa Le, 29
- Penelope Mitchell, 22
- Michael Clarke-Tokely, 22
- Craig Anderson, 35
- Luke Pegler, 30

## Epizódok
- 1. rész - 2013. január 8.

A hat színész - Alycia, HaiHa, Penny, Craig, Luke és Michael – izgalommal és félelemmel telve elhagyja Ausztráliát.
- 2. rész - 2013. január 15.

Alycia két nagyszerű meghallgatásra is bejut csupán két Hollywoodban töltött hét után.
- 3. rész - 2013. január 22.

A harmadik hét Los Angelesben. Penelope hollywoodi ügynököt kap és versenyben van egy nagyobb filmszerepért is.
- 4. rész - 2013. január 29.

A szereplők egy hónapja próbálkoznak a pilot-szezonban, Alycia ígéretes ajánlatokat kap.
- 5. rész - 2013. február 5.

Alycia Kanadába megy, hogy találkozzon egy filmrendezővel. Luke rájön, hogy újra fókuszba kell kerülnie.
- 6. rész - 2013. február 12.

A pilot-szezon utolsó hete a szereplők számára, ami egybeesik az Oscar-gálával, mely az „éjszakák éjszakája” Hollywoodban.

## Külső linkek
- A Next Stop Hollywood hivatalos honlapja (ABC TV)
- Next Stop Hollywood az Internet Movie Database oldalon (angolul)